# سنغ سفيد (أبرومند)
سنغ سفید (بالفارسية: سنگ سفید) هي قرية تقع في إيران في قسم أبرومند الريفي. يقدر عدد سكانها بـ 756 نسمة بحسب إحصاء 2016.